# Resource Allocation Graph

Ein Resource Allocation Graph

Ein Resource Allocation Graph (kurz RAG) ist ein gerichteter Graph, der Ressourcen und Prozesse in Beziehung stellt. Er dient der Analyse von Deadlocks. Wenn in dem RAG kein Zyklus existiert, kann kein Deadlock auftreten.
Jeder Knoten ist entweder ein Prozessknoten Pi oder ein Ressourcenknoten Rj. Eine Kante von einem Ressourcenknoten Rj zu einem Prozessknoten Pi bedeutet, dass der Prozess Pi die Ressource Rj hält, und eine Kante von einem Prozessknoten Pk nach Rj bedeutet, dass der Prozess Pk darauf wartet, dass die Ressource Rj frei wird.